# رامین محتشمی
رامین محتشمی بازیکن اسبق فوتبال ایرانی است. محتشی در پست مهاجم بازی می‌کرد. او فوتبالش را با جوانان استقلال شروع کرد و در دهه شصت برای تیم بزرگسالان استقلال تهران بازی کردو پس از آن از سال ۱۳۷۰ شمسی به تیم سایپا پیوست و ده سال را در تیم سایپا بود و با بازوبند کاپیتانی  از این تیم جدا شد و از فوتبال خداحافظی کرد.

## افتخارات
- قهرمان لیگ دسته یک تهران در سال ۱۳۷۱ با تیم سایپا.
- قهرمانی در جام حذفی کشور در سال ۱۳۷۲ با تیم سایپا[۳]
- قهرمان در لیگ کشور در سال ۱۳۷۳ با تیم سایپا.
- راه‌یابی به چهار تیم لیگ قهرمانان آسیا و مقام چهارمی با تیم سایپا در سال ۱۳۷۴